# Гилберт, Рэй
Рэй Гилберт (англ. Ray Gilbert; 5 сентября 1912, Хартфорд — 3 марта 1976[…]) — американский поэт-песенник.

## Карьера
В начале своей карьеры писал песни для Софи Такер, Гарри Ричман и Бадди Роджерс. В 1939 году он приехал в Голливуд, где подписал контракт с Уолтом Диснеем. Именно в этот период для фильма «Песня Юга» (1946) была написана песня «Zip-a-Dee-Doo-Dah» в соавторстве с композитором Элли Врубелем, получившая премию «Оскар» за лучшую песню. Среди картин Диснея с его песнями также: «Три кабальеро» (1944), «Сыграй мою музыку» (1946), «Время мелодий» (1948), «Приключения Икабода и мистера Тоада» (1949).
Помимо прочего, автор композиций «You Belong to My Heart», «Sooner or Later», «Casey at the Bat» и классической «…and Roses and Roses» Энди Уильямса. Гилберт также написал английские тексты для ряда песен, сочинённых Антониу Карлосом Жобином, включая Ela é «She’s a Carioca» («Carioca»), «Photograph» («Fotografia»), «Dindi», «Once I Loved» («O Amor Em Paz»), «Somewhere in the Hills» («O Morro Não Tem Vez»), и «If You Never Come to Me» («Inútil Paisagem»).

## Личная жизнь
С 1962 года до своей смерти Гилберт был женат на актрисе Дженис Пейдж.